# Magnus von Eberhardt

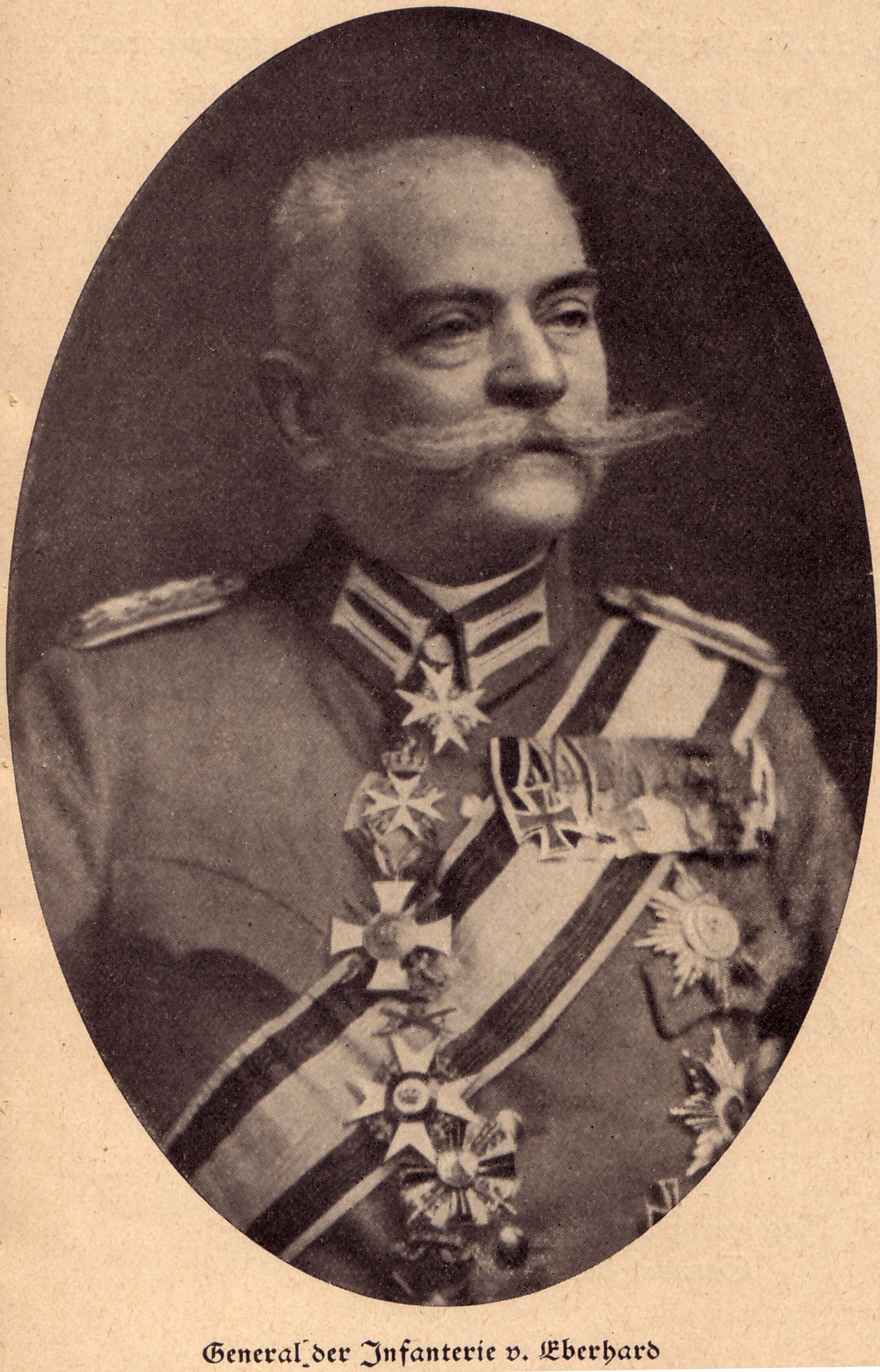
Magnus von Eberhard (nach 1918)

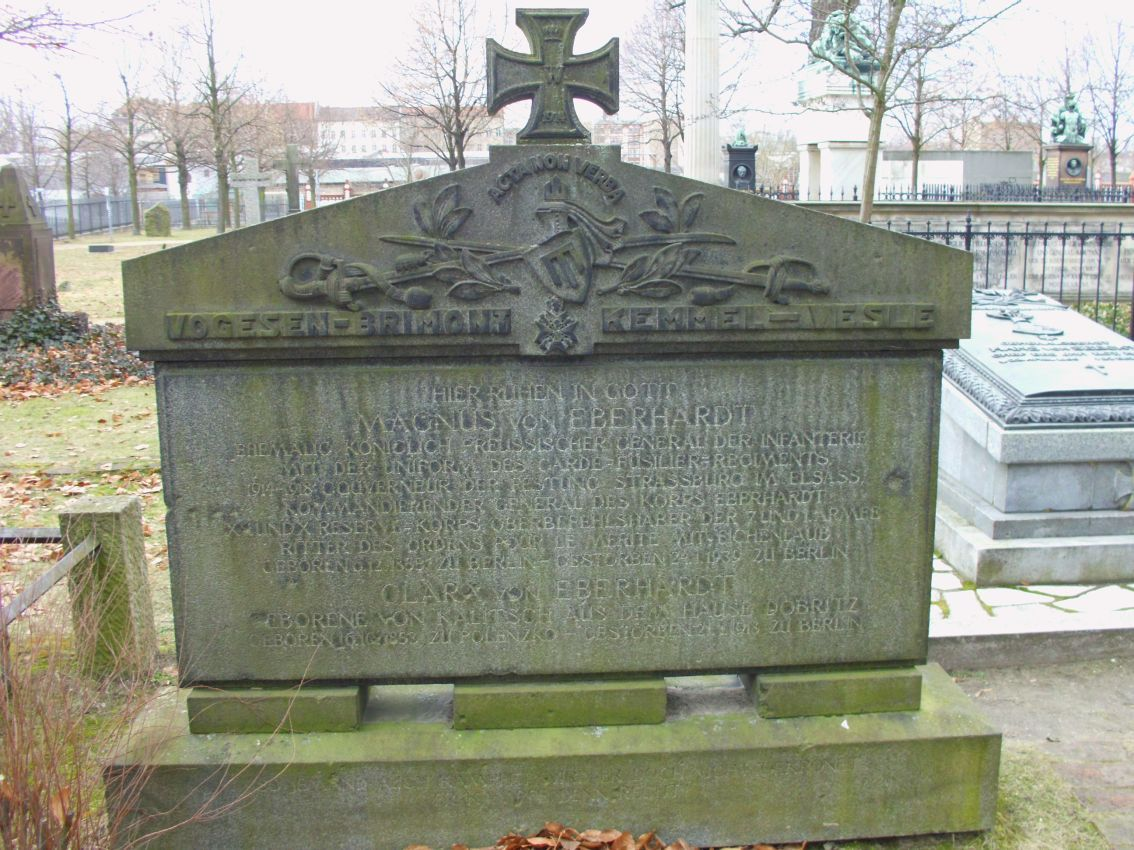
Grabmal für Magnus und Clara von Eberhardt auf dem Invalidenfriedhof Berlin (Zustand 2013)

Friedrich Wilhelm Magnus von Eberhardt (* 6. Dezember 1855 in Berlin; † 24. Januar 1939 ebenda) war ein preußischer General der Infanterie im Ersten Weltkrieg.

## Leben

### Herkunft
Er war der Sohn des preußischen Generalmajors Heinrich von Eberhardt (1821–1899) und dessen Ehefrau Clara Henriette, geborene von Reuß (1829–1911). Auch seine Brüder Gaspard (1858–1928) und Walter (1862–1944) schlugen eine Militärkarriere ein und brachten es zum Generalleutnant.

### Militärkarriere
Eberhardt trat am 23. April 1874 aus dem Kadettenkorps kommend als Sekondeleutnant in das Anhaltische Infanterie-Regiment Nr. 93 der Preußischen Armee in Zerbst ein, wo er erst als Kompanieoffizier und dann ab 1. November 1875 als Bataillonsadjutant diente. Vom 12. September 1878 bis zum 20. Juli 1881 war er zur Ausbildung an die Kriegsakademie in Berlin kommandiert, wo er die Qualifikation für den Generalstab erwarb. Am 20. Juli 1882 wurde er zum 3. Garde-Regiment zu Fuß in Berlin versetzt und am 29. August 1883 zum Oberleutnant befördert. Am 25. Januar 1887 wurde Eberhardt als Adjutant zur 4. Garde-Infanterie-Brigade in Berlin kommandiert und am 22. März 1889 folgte seine Beförderung zum Hauptmann. Am 22. Mai 1889 wechselte er als Kompaniechef zum 3. Garde-Regiment zu Fuß. Vom 17. Juni 1890 bis 7. Oktober 1891 diente er beim Großen Generalstab in Berlin.
Am 8. Oktober 1891 wurde Eberhardt Chef des Stabes der 8. Division in Erfurt. Am 1. Februar 1894 wurde er ins Kriegsministerium kommandiert, wo er bis zum 20. April 1898 diente; in dieser Zeit erfolgte am 18. Oktober 1894 seine Beförderung zum Major. Am 21. April 1898 wurde er Bataillonskommandeur im Grenadier-Regiment „Prinz Carl von Preußen“ (2. Brandenburgisches) Nr. 12 in Frankfurt (Oder). Am 26. September 1900 wurde er wieder zum Großen Generalstab in Berlin versetzt, wo er als Sektionschef diente und am 18. April 1901 zum Oberstleutnant befördert wurde. Am 24. Februar 1903 wurde Eberhardt zum Chef des Stabes des X. Armee-Korps in Hannover ernannt. In dieser Dienststellung wurde er am 18. April 1903 zum Oberst befördert. Vom 31. Mai 1904 bis zum 4. April 1907 befehligte er das Garde-Füsilier-Regiment in Berlin. Dann wurde er Chef des Stabes des Gardekorps in Berlin. Am 11. September 1907 wurde er zum Generalmajor befördert. Am 5. Januar 1911 wurde er zum Kommandeur der 19. Division in Hannover ernannt und kurz darauf, am 27. Januar 1911, zum Generalleutnant befördert. Am 22. März 1913 wurde er zum Militärgouverneur Unterelsass mit Sitz in Straßburg ernannt.
Bei Ausbruch des Ersten Weltkriegs erhielt Eberhardt in seiner Eigenschaft als Militärgouverneur von Straßburg den Oberbefehl im nördlichen Teil des Oberelsass und wurde am 18. August 1914 zum General der Infanterie befördert. Als solcher unterstanden ihm die als Hauptreserve Straßburg bildende 30. Reserve-Division, die Bayerische Ersatz-Division sowie mehrere Landwehr-Brigaden. Mit diesen nahm Eberhardt bei der 7. Armee an der Schlacht von Nancy-Epinal teil. Am 1. September 1914 wurden die Truppen zum Korps „Eberhardt“ gruppiert und wenig später der Armeeabteilung Falkenhausen zugeteilt, wo sie in den Vogesen zum Einsatz kam. Aus seinem Korps wurde dann am 1. Dezember 1914 das XV. Reserve-Korps gebildet, mit dem er den französischen Vorstoß auf Colmar abwehrte und den Gegner mit Ausnahme des Gebiets Thann–Altkirch auf französisches Gebiet zurückdrängte. Als das Korps am 26. September 1916 in einen bayerischen Verband umgewandelt wurde, gab er den Befehl ab und übernahm stattdessen am 16. Oktober 1916 das X. Reserve-Korps, das er bis zum 15. Juni 1918 führte. In dieser Zeit wurde er im Mai 1917 mit dem Pour le Mérite und im April 1918, nachdem sich sein Korps  bei der blutigen Eroberung des Kemmelbergs in Westflandern ausgezeichnet hatte, mit dem Eichenlaub ausgezeichnet. Am 6. August 1918 wurde er als Nachfolger des Generalobersten Max von Boehn mit der Führung der 7. Armee beauftragt, die südwestlich von Laon an der Siegfriedstellung lag und die Boehn dann Ende Oktober 1918 wieder übernahm. Am 8. November 1918, kurz vor dem Waffenstillstand, erhielt Eberhardt als Nachfolger des Generals der Infanterie Otto von Below den Befehl über die 1. Armee, deren Demobilisierung er beaufsichtigte. Am 1. Dezember 1918 wurde er zur Disposition gestellt.
Magnus von Eberhardt war verheiratet mit Clara von Kalitsch-Dobritz (1853–1918), Tochter des anhaltischen Landtagsabgeordneten Hermann von Kalitsch (* 17. April 1818 in Dobritz; † 11. Dezember 1891 ebenda). Er starb im Januar 1939 im Alter von 83 Jahren in Berlin und wurde an der Seite seiner Frau auf dem Invalidenfriedhof Berlin beigesetzt. Die Grabstätte ist erhalten.

## Auszeichnungen
- Kronenorden II. Klasse[2]
- Preußisches Dienstauszeichnungskreuz[2]
- Komtur I. Klasse des Ordens Heinrichs des Löwen[2]
- Komtur II. Klasse des Ordens Philipps des Großmütigen[2]
- Komtur des Greifenordens[2]
- Großoffizier des Bulgarischen Militär-Verdienstordens[2]
- Ritter des Goldenen Kreuzes des Erlöser-Ordens[2]
- Komtur des Ordens von Oranien-Nassau[2]
- Komtur des Hausordens von Oranien[2]
- Russischer Orden der Heiligen Anna II. Klasse[2]
- Großoffizier des Ordens der siamesischen Krone[2]
- Rechtsritter des Johanniterordens[2]
- Eisernes Kreuz (1914) II. und I. Klasse
- Roter Adlerorden I. Klasse mit Eichenlaub und Schwertern am 31. Oktober 1918

## Veröffentlichungen (Auswahl)
- Die Schlacht von Kunersdorf am 12. August 1759. In: Militär-Wochenblatt. Nr. 9, 1903, urn:nbn:de:kobv:517-vlib-12744.
- Aus Preussens schwerer Zeit. Briefe und Aufzeichnungen meines Urgrossvaters und Grossvaters. (1907) Digitalisat
- Kriegserinnerungen. Verlag J. Neumann, Neudamm 1938.

## Genealogie
- Gothaisches Genealogisches Taschenbuch der Adeligen Häuser. Alter Adel und Briefadel. 1920. Vierzehnter Jahrgang, Justus Perthes, Gotha 1919, S. 195 ff. Siehe: FamilySearch (Kostenfrei).
- Gothaisches Genealogisches Taschenbuch der Adeligen Häuser. Teil B (Briefadel). Zugleich Adelsmatrikel. 1932. Vierundzwanzigster Jahrgang, Justus Perthes, Gotha 1931, S. 112 f. Siehe: FamilySearch (Kostenfrei).
- Gothaisches Genealogisches Taschenbuch der Adeligen Häuser. Zugleich Adelsmatrikel der D.A.G. Teil B (Briefadel). 1941. Dreinddreißigster Jahrgang, Justus Perthes, Gotha 1940, S. 139 f. Siehe: FamilySearch (Kostenfrei).